# Santa María (Melque)

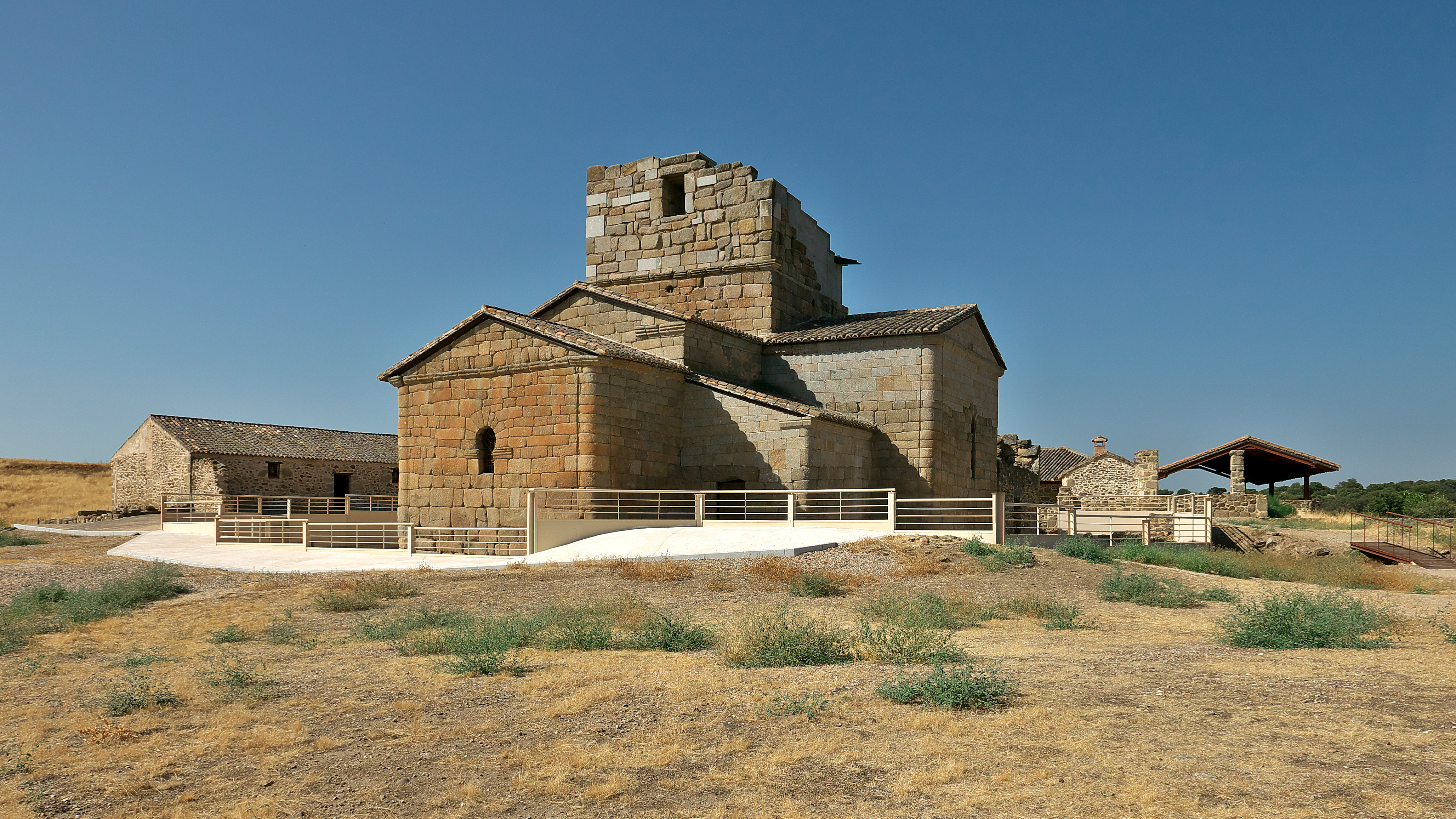
Santa María de Melque

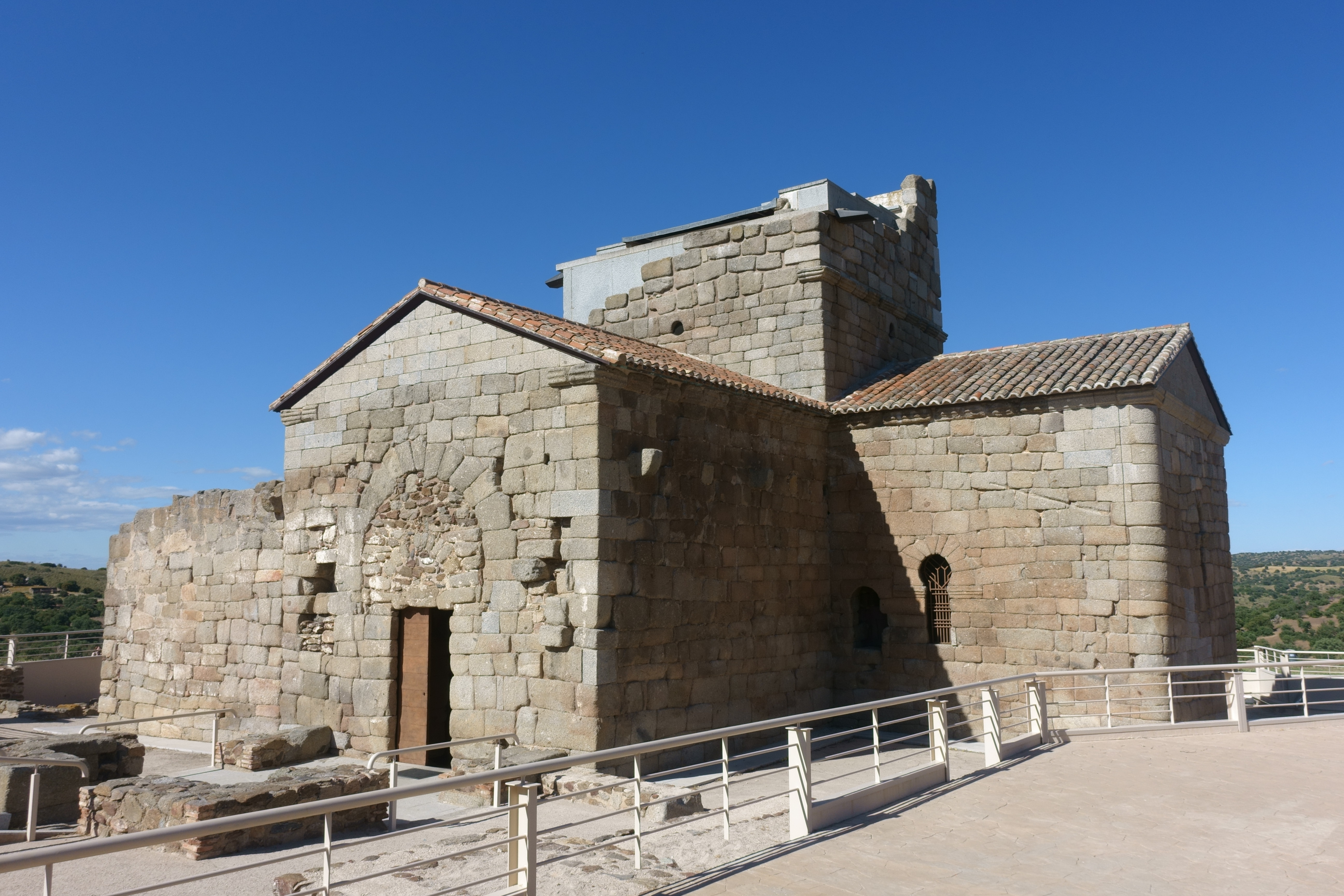
Santa María de Melque

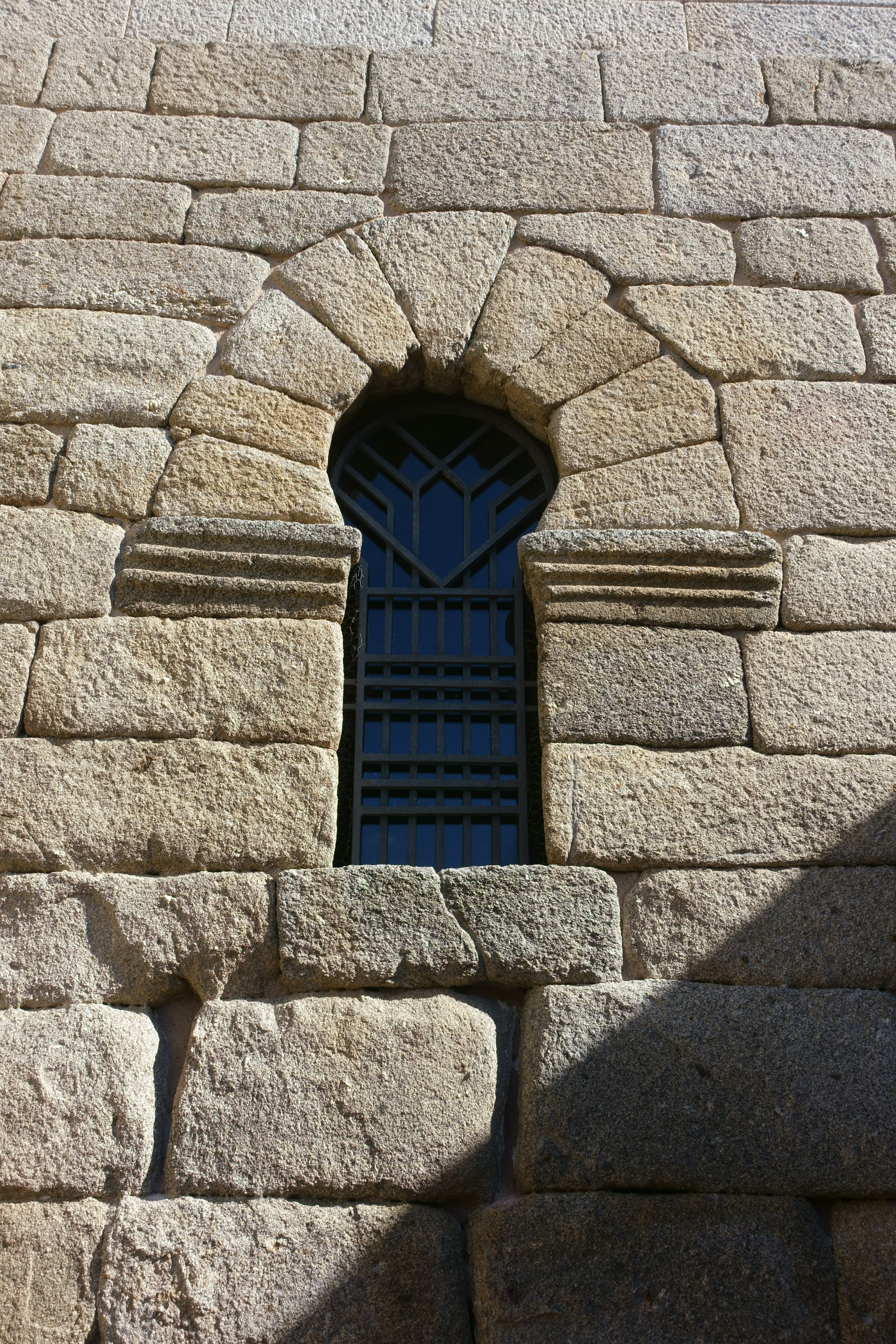
Fenster mit Hufeisenbogen

Santa María (Santa María de Melque) ist eine präromanische Kirche in der autonomen spanischen Region Kastilien-La Mancha. Sie liegt etwa 50 km südwestlich von Toledo und gehört zur Gemeinde San Martín de Montalbán, von der sie knapp sieben Kilometer entfernt in Melque, einem aufgegebenen Ort (span. despoblado), am Ende einer Stichstraße steht. Die Kirche wird dem westgotischen Baustil zugeordnet und wurde vermutlich gegen Ende des 7. Jahrhunderts errichtet. Die Entstehungszeit der Kirche ist allerdings nicht mit Sicherheit nachgewiesen. Nach Jahren des Verfalls wurde die Kirche zu Beginn des 20. Jahrhunderts Gegenstand kunsthistorischer Forschungen. 1931 wurde die Kirche zum Kulturdenkmal (Monumento Nacional) erklärt. Seit 1968 ist sie im Besitz der Diputación de Toledo, die auf dem Gelände Ausgrabungen durchführen ließ und ein Museum einrichtete.

## Geschichte
Der Name Melque wird aus dem Arabischen balat el-melk abgeleitet und bedeutet Weg des Königs.
Die Ausgrabungen in den 1970er Jahren ergaben, dass das Gebiet um Melque bereits in römischer Zeit besiedelt war. Auf dem Gelände der heutigen Kirche befand sich eine römische Villa und in der Nähe wurden Reste einer römischen Wasserleitung entdeckt.
Ebenso wurden Mauerreste und fünf Wasserbecken einer frühmittelalterlichen Klosteranlage ausgegraben, die sich auf einer Fläche von zwölf Hektar ausdehnte und von einer Mauer umschlossen war. Die Kirche war als Teil dieses Klosters errichtet worden. Unter der maurischen Herrschaft bestand das Kloster fort. Die Mönche waren Mozaraber, d. h. Christen, die unter maurischer Herrschaft lebten. Um 930 wurde das Kloster, möglicherweise nach einem Brand, aufgegeben und die Kirche zur Burg umgebaut. Über der Vierungskuppel errichtete man einen quadratischen Wachturm (atalaya califal), der noch erhalten ist. Nach der christlichen Rückeroberung Toledos 1085 durch Alfons VI. (1065–1109) wurde das Gebäude wieder als Kirche genutzt. Das Gebiet blieb umkämpftes Grenzland und das Kloster wurde wie das wenige Kilometer entfernt gelegene Castillo de Montalbán im 12./13. Jahrhundert eine Niederlassung des Templerordens. Mit dem Fortschreiten der Reconquista wurden die Befestigungsanlagen nach und nach aufgegeben. Um die Kirche entwickelte sich ein Ort, der bis ins 19. Jahrhundert bestand, und Santa María de Melque wurde zum Ziel einer Wallfahrt. Nach der Einziehung der Kirchengüter (Desamortisation) in den 1830er Jahren wurde die Kirche verkauft und als Scheune, Viehstall und zum Trocknen für Tabak genutzt. Dank der durchgängigen Nutzung blieb das Gebäude erhalten.
Zu Beginn des 20. Jahrhunderts wurde die kunstgeschichtliche Bedeutung der Kirche erkannt und von Manuel Gómez-Moreno Martínez in seiner 1919 erschienenen Abhandlung Iglesias Mozárabes untersucht. Er ordnete Santa María de Melque der mozarabischen Architektur zu, während die Kirche in der neueren Forschung – u. a. aufgrund von Vergleichen mit anderen Kirchen der Westgotenzeit wie Santa Comba de Bande – als westgotisches Bauwerk betrachtet wird. Santa María de Melque gilt als eines der am besten erhaltenen Bauwerke des frühen Mittelalters.

## Architektur
Die Bauweise, die Konstruktion der Gewölbe und die Verwendung großer Steinquader stehen in spätrömischer Tradition, während der Grundriss des griechischen Kreuzes byzantinischen Einfluss erkennen lässt. Im 6./7. Jahrhundert dehnte sich das Byzantinische Reich bis nach Südspanien aus. Es grenzte an das spanische Westgotenreich, dessen Hauptstadt Toledo war, und inspirierte dessen Kunst und Kultur.
Da es keine eindeutigen Belege für die Entstehungszeit von Santa María de Melque gibt, ist nicht nachgewiesen, ob die Kirche vor oder erst nach der maurischen Eroberung der Iberischen Halbinsel errichtet wurde. Für eine Zuordnung zur westgotischen Architektur sprechen der Grundriss, der (nicht mehr vorhandene) Vorraum vor dem Eingang im Westen und die Bauweise in Trockenmauerwerk aus zyklopenartigen Quadersteinen. Für die Entstehung der Kirche unter maurischer Herrschaft sprechen die mozarabischen Baumerkmale wie die hufeisenförmige Apsis, die sehr eng geschlossenen Hufeisenbögen der Fenster und deren Schlusssteine, die größer als die anderen Keilsteine sind.

### Grundriss

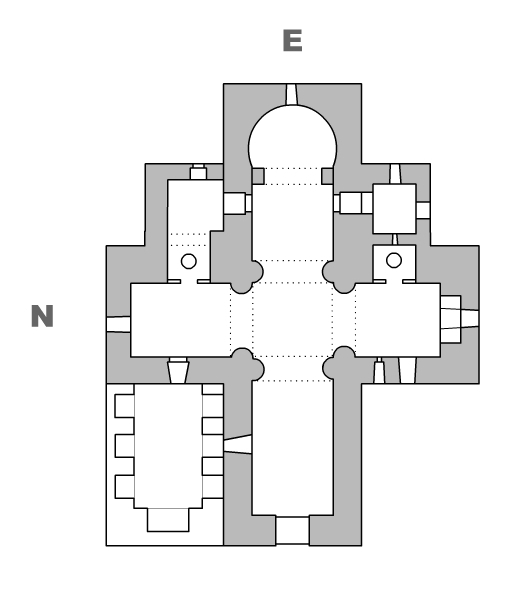
Santa María de Melque, Grundriss

Der Grundriss der Kirche ist ein griechisches Kreuz, an dessen Längsarm im Osten eine hufeisenförmige Apsis mit quadratischer Außenmauer angefügt ist. Der Eingang der Kirche liegt im Westen. Er war ursprünglich mit einem Vorbau versehen, der heute nicht mehr erhalten ist. Die Ost-West-Achse hatte mit diesem Vorbau eine Länge von etwa 30 Metern, die Nord-Süd-Achse ist 20 Meter lang. An der Nordseite befinden sich ein rechteckiger Raum, in dem noch Blendarkaden zu sehen sind, und eine quadratische Kapelle, die – wie die quadratische Kapelle an der Südseite, von der nur noch Reste erhalten sind – in späterer Zeit angebaut wurden.

### Außenbau
Große Granitquader sind in regelmäßigen Schichten ohne Mörtel aneinandergefügt. Ungewöhnlich sind die abgerundeten Ecken der Außenmauern (außer an der Westfassade). Eine Vertiefung, die als vertikale Linie entlang der abgerundeten Ecken verläuft, unterstreicht ihre Rundung und hebt sie von den Außenmauern wie Dreiviertelsäulen ab, die denen im Inneren gleichen. Unter dem Dachansatz verläuft ein nur noch teilweise erhaltenes profiliertes Gesims. Die gleiche Profilierung weisen auch die Kämpfer der Fenster auf. Mit Ausnahme eines Rundbogenfensters haben alle Fenster und Türen Hufeisenbögen mit sorgfältig zugeschnittenen Keilsteinen.
Das Gebäude ist in drei Höhen gestaffelt. Die Apsis wird von den Längs- und Querarmen überragt, in deren Mitte sich die Kuppel der Vierung erhebt.

### Innenraum

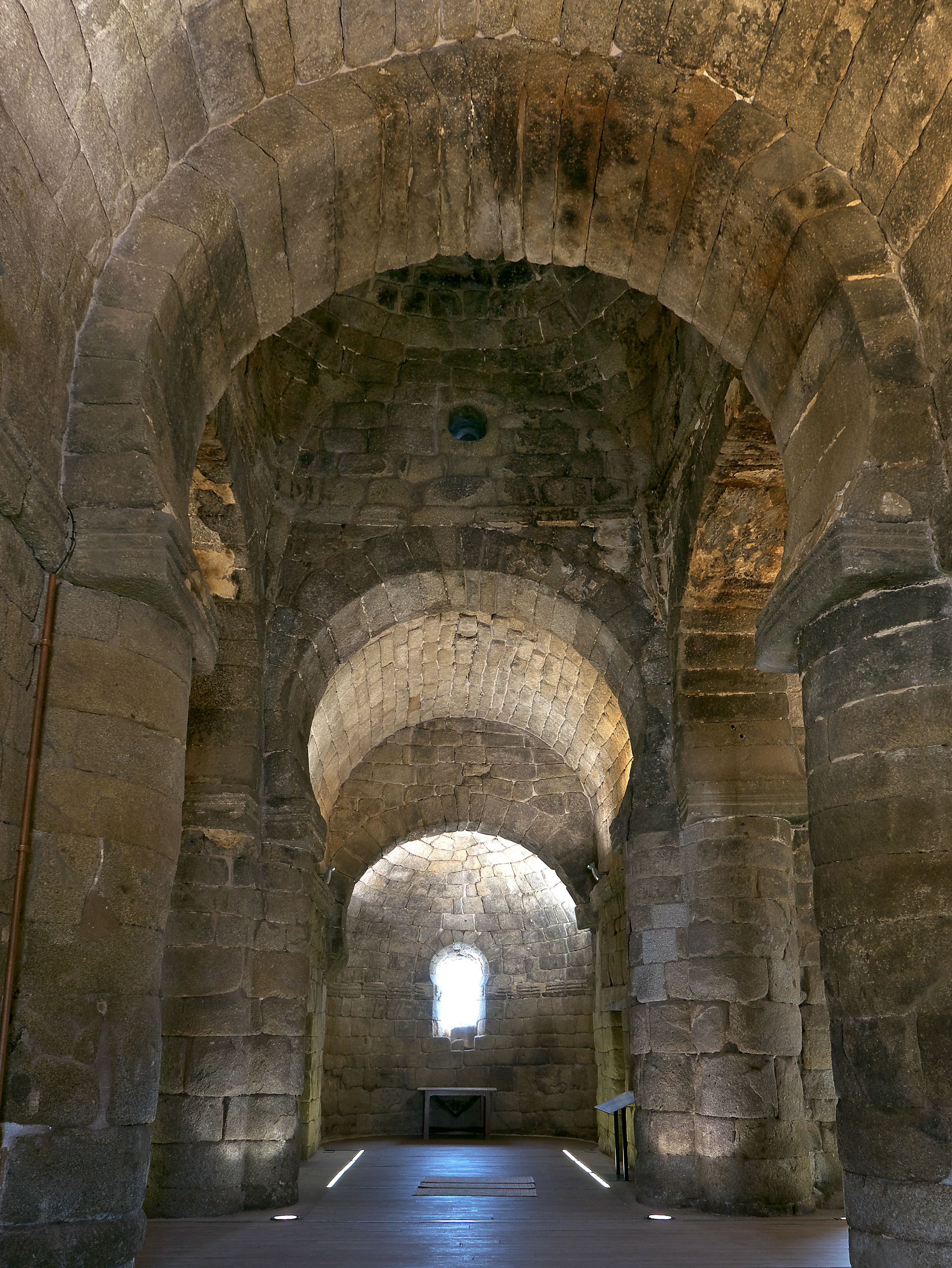
Santa María de Melque, Innenansicht

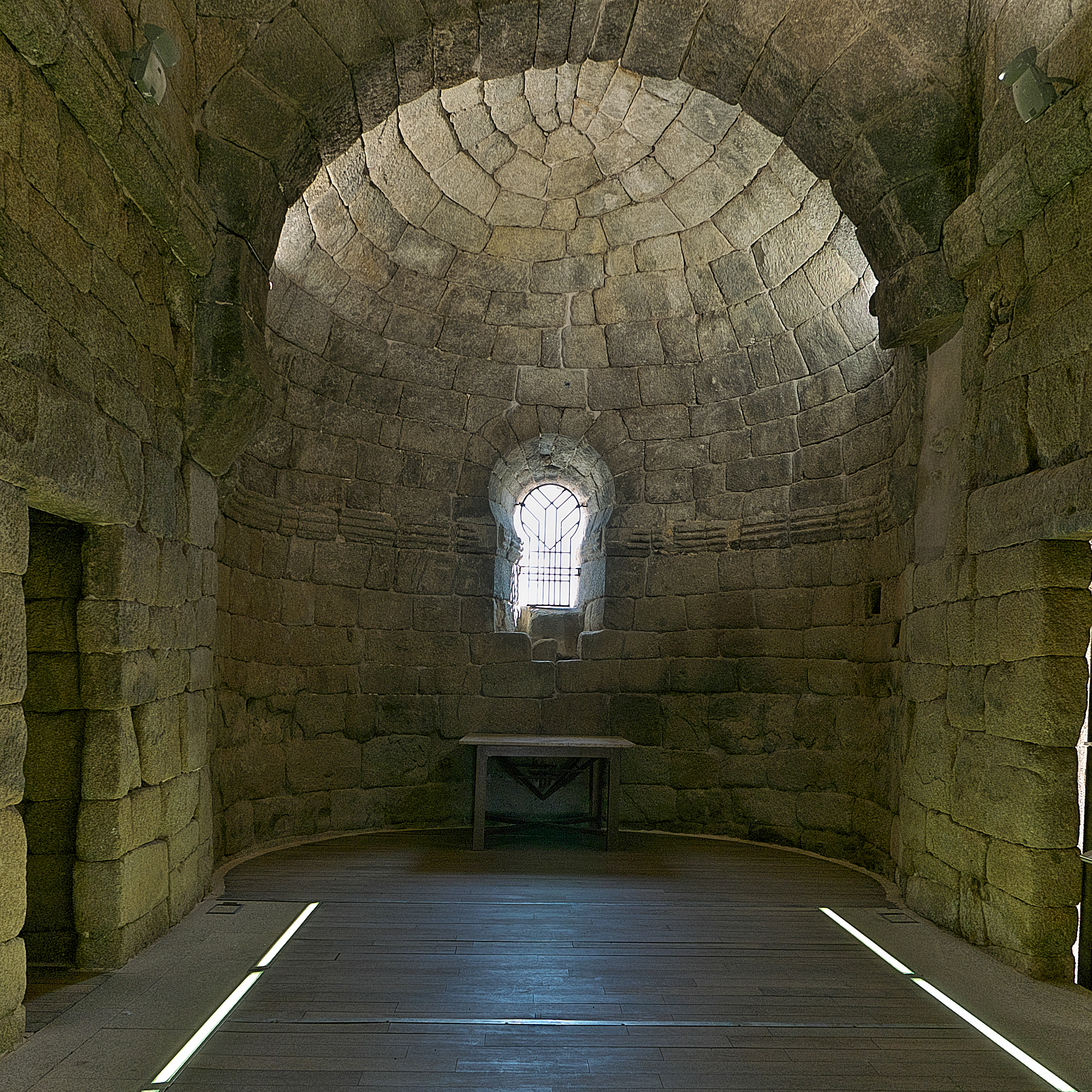
Apsis

Die Längs- und Querarme der Kirche besitzen ein hufeisenförmiges Tonnengewölbe, die Apsis ist mit einer Vierteltonne überwölbt. Über den hufeisenförmigen Gurtbögen erhebt sich die Vierungskuppel mit dem heute wieder restaurierten Wachturm aus der Zeit, als das Kloster als maurische Festung diente. Die Gurtbögen liegen auf Dreiviertelsäulen auf, die an die abgerundeten Ecken der Außenmauern erinnern. Die Innenwände waren ursprünglich verputzt, wenige Reste des Stucks sind noch an den Gurtbögen der Vierung vorhanden. Am Gewölbeansatz verläuft wie an der Außenmauer ein schlichter profilierter Fries, der sich auch auf den Kämpfern der Gurtbögen fortsetzt.
An der Stirnwand des Südarmes befindet sich ein Arkosolium, eine Grabnische, in der vermutlich eine bedeutende Persönlichkeit des weströmischen Reiches bestattet war. In der nördlichen Seitenkapelle befindet sich ein aus einer Steinsäule gefertigter Altar.

## Gräber
Bei der Kirche wurden in Stein gehauene Gräber mit menschlichen Formen entdeckt, die in das 12. bis 15. Jahrhundert datiert werden.